# Taeniophyllum insulare
Taeniophyllum insulare är en orkidéart som beskrevs av Gunnar Seidenfaden. Taeniophyllum insulare ingår i släktet Taeniophyllum och familjen orkidéer.
Artens utbredningsområde är Thailand. Inga underarter finns listade i Catalogue of Life.